# Milano-Sanremo 2016
La Milano-Sanremo 2016, centosettesima edizione della corsa, valida come quarta prova del circuito UCI World Tour 2016, si svolge il 19 marzo 2016 su un percorso di 291 km, con partenza da Milano ed arrivo a Sanremo.
È stata vinta dal francese Arnaud Démare, con il tempo di 6h54'45", alla velocità media di 42,39 km/h, battendo allo sprint il britannico Ben Swift, arrivato secondo, e il belga Jürgen Roelandts, piazzatosi terzo.

## Percorso
Partenza all'ombra del Castello Sforzesco, il chilometro 0 sarà in via della Chiesa Rossa all'ombra, a Milano. Dopodiché i corridori dovranno percorrere 291 chilometri, transitando attraverso Pavia, Voghera, Tortona e Novi Ligure, prima di affrontare la prima salita di giornata, il Passo del Turchino, situato all'incirca a metà gara, che potrebbe dare il via a qualche fuga da lontano. Si attraversano poi diversi comuni della riviera ligure tra cui Varazze, Savona, Spotorno e Alassio, prima di affrontare nell'ordine Capo Mele, Capo Cervo e Capo Berta.
Segue poi un tratto di continui saliscendi, prima della salita della Cipressa, di 5,65 km, con pendenze medie del 4,1% e punte massime al 9%.
Il percorso proseguirà poi fino al bivio che porterà fin su al Poggio di Sanremo. Salita lunga 3,70 km, con pendenze medie del 3,7% e punte massime all'8%. Una volta scollinati, i corridori dovranno lanciarsi in discesa, al termine della quale mancheranno soltanto 2 km per giungere sulla linea del traguardo di Sanremo, che dopo otto anni sarà nella centrale Via Roma.

## Squadre e corridori partecipanti
Prendono parte alla competizione 25 squadre: oltre alle 18 formazioni con licenza UCI World Tour, partecipanti di diritto, sono state invitate 7 squadre UCI Professional Continental, Androni Giocattoli-Sidermec, Bardiani-CSF, Bora-Argon 18, CCC Sprandi Polkowice, Cofidis, Solutions Crédits, Southeast-Venezuela e Team Novo Nordisk.
| N.      | Cod. | Squadra                     |
| ------- | ---- | --------------------------- |
| 1-8     | TNK  | Tinkoff                     |
| 11-18   | ALM  | AG2R La Mondiale            |
| 21-28   | AND  | Androni Giocattoli-Sidermec |
| 31-38   | AST  | Astana Pro Team             |
| 41-48   | BAR  | Bardiani-CSF                |
| 51-58   | BMC  | BMC Racing Team             |
| 61-68   | BOA  | Bora-Argon 18               |
| 71-78   | CPT  | Cannondale Pro Cycling Team |
| 81-88   | CCC  | CCC Sprandi Polkowice       |
| 91-98   | COF  | Cofidis, Solutions Crédits  |
| 101-108 | DDD  | Team Dimension Data         |
| 111-118 | EQS  | Etixx-Quick Step            |
| 121-128 | FDJ  | FDJ                         |

| N.      | Cod. | Squadra             |
| ------- | ---- | ------------------- |
| 131-138 | IAM  | IAM Cycling         |
| 141-148 | LAM  | Lampre-Merida       |
| 151-158 | LTS  | Lotto-Soudal        |
| 161-168 | MOV  | Movistar Team       |
| 171-178 | OGE  | Orica-GreenEDGE     |
| 181-188 | STH  | Southeast-Venezuela |
| 191-198 | TGA  | Team Giant-Alpecin  |
| 201-208 | KAT  | Team Katusha        |
| 211-218 | TLJ  | Team Lotto NL-Jumbo |
| 221-228 | TNN  | Team Novo Nordisk   |
| 231-238 | SKY  | Team Sky            |
| 241-248 | TFS  | Trek-Segafredo      |

## Ordine d'arrivo (Top 10)
| Pos. | Corridore          | Squadra      | Tempo    |
| ---- | ------------------ | ------------ | -------- |
| 1    | Arnaud Démare      | FDJ          | 6h54'45" |
| 2    | Ben Swift          | Team Sky     | s.t.     |
| 3    | Jürgen Roelandts   | Lotto-Soudal | s.t.     |
| 4    | Nacer Bouhanni     | Cofidis      | s.t.     |
| 5    | Greg Van Avermaet  | BMC          | s.t.     |
| 6    | Alexander Kristoff | Katusha      | s.t.     |
| 7    | Heinrich Haussler  | IAM          | s.t.     |
| 8    | Filippo Pozzato    | Southeast    | s.t.     |
| 9    | Sonny Colbrelli    | Bardiani-CSF | s.t.     |
| 10   | Matteo Trentin     | Etixx        | s.t.     |

Dati presi da:  Milano-Sanremo 2016. Ordine d'arrivo (PDF), su milanosanremo.it. URL consultato il 19 marzo 2016.